# Sechs Tage, sieben Nächte
Sechs Tage, sieben Nächte ist eine US-amerikanische Actionkomödie aus dem Jahr 1998 von Ivan Reitman mit Harrison Ford, Anne Heche und David Schwimmer. Der Film wurde hauptsächlich auf der Hawaii-Insel Kauaʻi gedreht.

## Handlung
Während eines Südseeurlaubs auf Makatea mit ihrem Verlobten Frank Martin muss die junge Journalistin Robin Monroe dringend zu einem Fotoshooting nach Tahiti. Nur der raubeinige Pilot Quinn Harris mit seinem Flugzeug, einer gut 30 Jahre alten Beaver, kann sie dort hinbringen. Auf dem Flug über das Meer geraten sie aber in eine Gewitterfront, das Flugzeug wird von einem Blitz getroffen, das Funkgerät fällt aus und Harris kann das Flugzeug nicht mehr in der Luft halten. Glücklicherweise passiert das in der Nähe einer unbewohnten Insel, und es gelingt dem erfahrenen Piloten, das einmotorige Flugzeug am Sandstrand der Insel notzulanden. Dabei geht allerdings das Fahrwerk zu Bruch, so dass sie nun auf der Insel festsitzen.
Auf Makatea lernen sich inzwischen Monroes Verlobter Frank und Harris’ hübsche Freundin Angelica, die der Star der abendlichen Tanzvorführungen des Ferienparadieses ist, während der Suchaktion nach dem vermissten Flugzeug näher kennen. Nach dem Abbruch der Suchaktion betrinken sich beide und als Frank die Tänzerin zu ihrem Appartement begleitet, erliegt er ihren weiblichen Reizen und landet mit ihr im Bett.
Im Überlebenskampf gegen die Widrigkeiten der Natur, um von dem tropischen Eiland wegzukommen, und schließlich sogar gegen neuzeitliche Piraten raufen sich Quinn Harris und Robin Monroe trotz unterschiedlicher Charaktere zusammen. Auf der Flucht vor den Piraten entdecken sie in einer Baumkrone mitten im Urwald ein im Zweiten Weltkrieg abgestürztes japanisches Wasserflugzeug. Mit dessen noch intakten Schwimmern bauen sie Harris’ zu Bruch gegangenes Flugzeug in ein Wasserflugzeug um.
Kurz vor dem Start des umgebauten Flugzeugs erscheint in der Nähe das Schiff der Piraten und beschießt das Flugzeug mit einer Kanone. Trotzdem gelingt es dem durch Granatsplitter verwundeten Harris, das Flugzeug zu starten. Der letzte Kanonenschuss der Piraten auf das startende Flugzeug, das erst im letzten Moment vom Wasser abhebt und das Schiff überfliegt, wird senkrecht abgefeuert, verfehlt aber das Flugzeug und zerstört, nachdem die Granate wieder kerzengerade zurückfällt, das Schiff der Piraten. Harris verliert viel Blut und droht bewusstlos zu werden. Trotzdem gelingt es ihm, Robin noch einige grundsätzliche Fliegerkenntnisse zu vermitteln, vor allem was die Landung betrifft. Dann verliert er die Besinnung. Nun muss Robin das Flugzeug trotz fehlender Flugpraxis alleine steuern.
Am Strand von Makatea findet derweilen eine rituelle Verabschiedung der beiden Vermissten statt, nachdem tags zuvor die Suche abgebrochen wurde und Harris und Monroe für tot erklärt worden waren. Am Höhepunkt der traurigen Feier ist plötzlich Motorenlärm zu vernehmen, das Flugzeug kommt, an der Küste entlangfliegend, um die Ecke, und es gelingt der völlig gestressten „Pilotin“ Monroe, die Maschine irgendwie in Strandnähe auf Grund zu setzen. Harris wird sofort ins Krankenhaus gebracht. Bei einer Aussprache zwischen Harris und Monroe im Krankenhaus beschließen beide, die auf der Insel begonnene „komplizierte“ Beziehung nicht weiter zu vertiefen. Jeder ist an seinen Lebensstil gewöhnt und möchte ihn nicht zu Gunsten des anderen aufgeben.
Kurz vor ihrem Rückflug nach Hause offenbart Monroe ihrem Verlobten, es gebe keine wirkliche Liebe in ihrer allzu oberflächlichen Beziehung. Frank erleichtert endlich sein Gewissen und gesteht ihr seinen Seitensprung mit Angelica. Sie trennen sich im Guten, Frank fliegt alleine ab, Monroe, die in den wenigen Tagen der Not erkannt hat, was wirklich zählt, bleibt auf dem Flughafen zurück und trifft dort auf den herbeieilenden Harris, der es sich inzwischen auch anders überlegt hat und sich nun seiner Liebe zu ihr sicher ist.

## Kritiken
„Mischung aus Komödie und Abenteuerfilm, die mal amüsant, mal leidlich spannend die modifizierte Geschichte einer Robinsonade erzählt. Filmische Konfektionsware, weitgehend routiniert und abgeklärt in Szene gesetzt.“

„Auch wenn hier eigentlich alles vorhersehbar ist, einige spaßige Gags und das gute Darstellergespann sorgen für angenehme Unterhaltung.“

## Auszeichnungen
Harrison Ford gewann den Filmpreis Blockbuster Entertainment Award, Anne Heche und David Schwimmer wurden für den gleichen Preis nominiert. Randy Edelman gewann für die Filmmusik den BMI Film Music Award.
Die Deutsche Film- und Medienbewertung FBW in Wiesbaden verlieh dem Film das Prädikat wertvoll.

## Trivia
Die Filmkomödie Fanboys von 2009 spielt im Jahr 1998, die Protagonisten sind absolute Star-Wars-Fans und diskutieren während einer Autofahrt darüber, dass Harrison Ford der „größte Schauspieler aller Zeiten“ sei und behaupten „Er hat noch nie in einem schlechten Film mitgespielt“. Nach diesem Satz schwenkt die Kamera auf ein Werbeplakat neben der Straße, das für den Film „Sechs Tage, sieben Nächte“ wirbt.